# Поштова служба Сполучених Штатів Америки
Поштова служба Сполучених Штатів Америки (англ. United States Postal Service, USPS) — федеральний оператор поштового зв'язку США зі штаб-квартирою у Вашингтоні. Є незалежним агентством, підпорядкованим федеральному уряду США. Член Всесвітнього поштового союзу (англ. The Universal Postal Union) з 01.07.1875
Станом на 2019 рік компанія є роботодавцем для 469 934 штатних службовців та 136 174 позаштатних співробітників. Поштова служба юридично зобов'язана обслуговувати всіх американців, незалежно від місця проживання та надавати послуги за одними тарифами та якістю. Компанія має ексклюзивний доступ до поштових скриньок із позначкою «U.S. Mail» та особистих поштових скриньок у США.

## Історія
Історія федерального поштового оператора США веде свою історію від 1775 року, коли на Другому Континентальному конгресі Бенджамін Франклін призначений першим генеральним поштмейстером. Департамент пошти створений у 1792 році з прийняттям Закону про поштову службу. У 1872 році департамент підпорядкований уряду та 12 серпня 1970 року перетворений Законом про реорганізацію поштового зв'язку на «United States Postal Service» як незалежне агентство. З початку 1980-х років поступово припинено субсидіювання підприємства, внаслідок чого воно перетворене на самоокупну комерційну державну компанію.
З 1990-х років піднімається питання про приватизацію федерального оператора поштового зв'язку.

## Структура

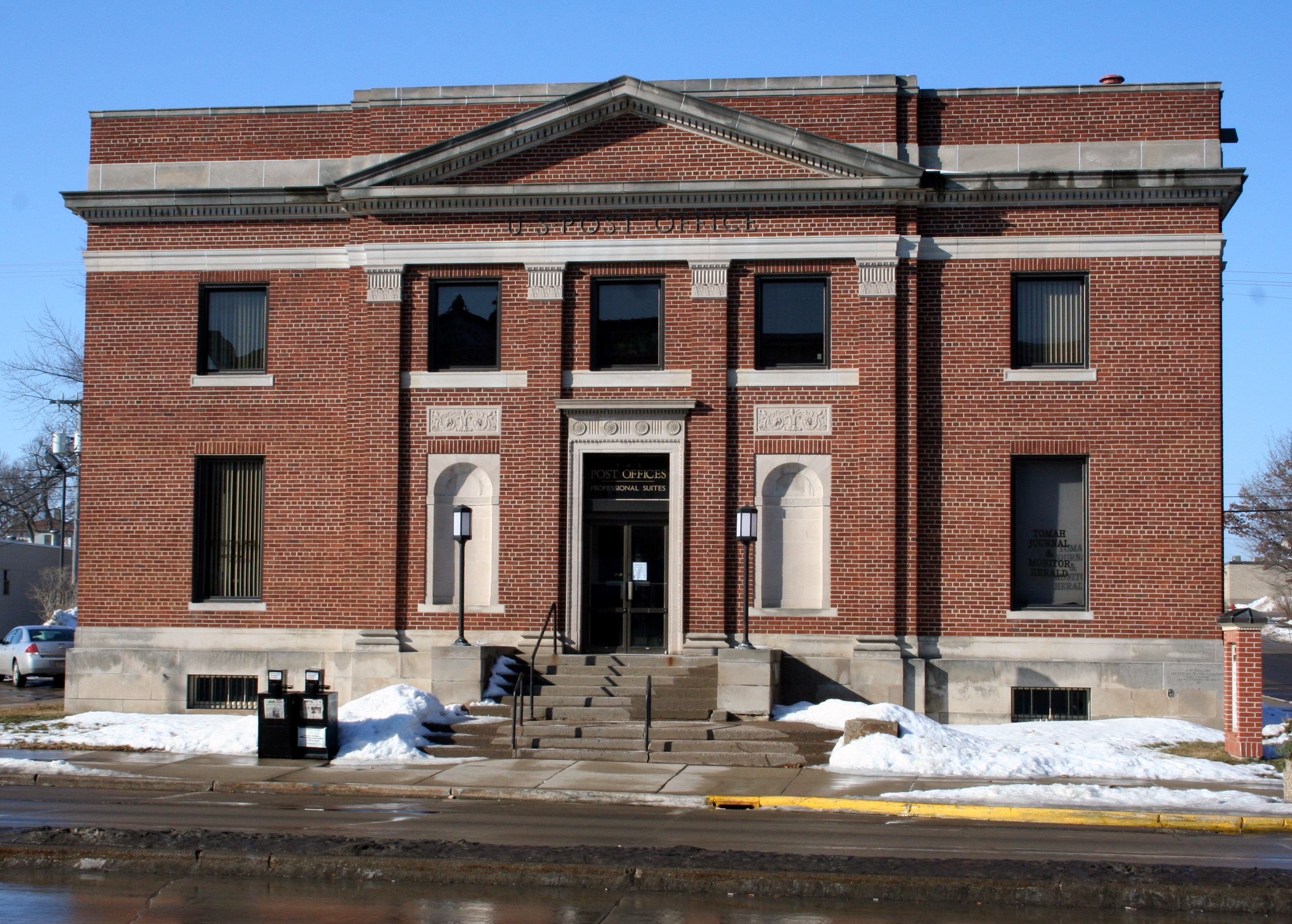
Центральне поштове відділення у місті Тома, Вісконсин

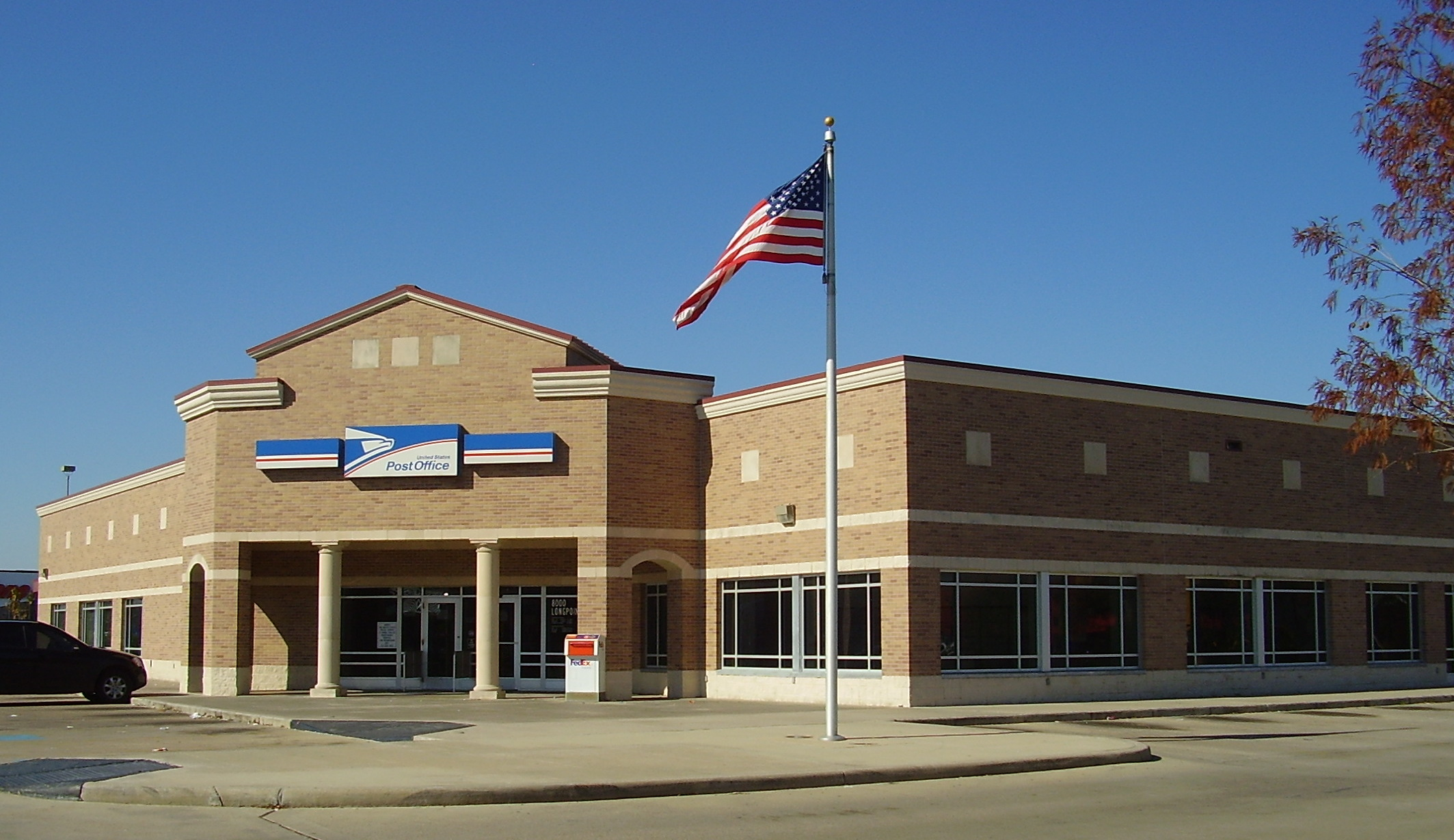
Поштова станція у Х'юстоні, Техас

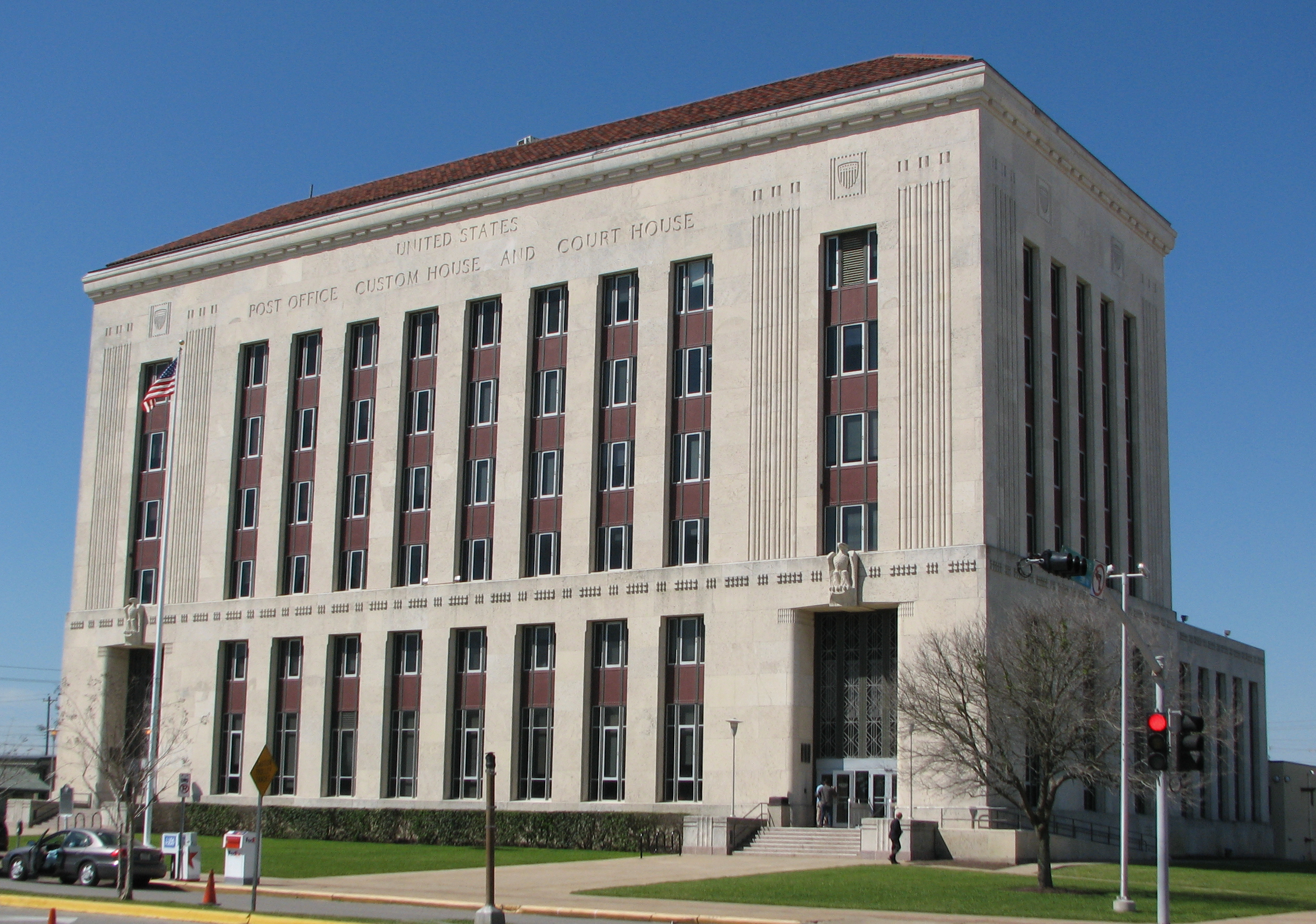
Комбіноване відділення у Галвестоні, Техас

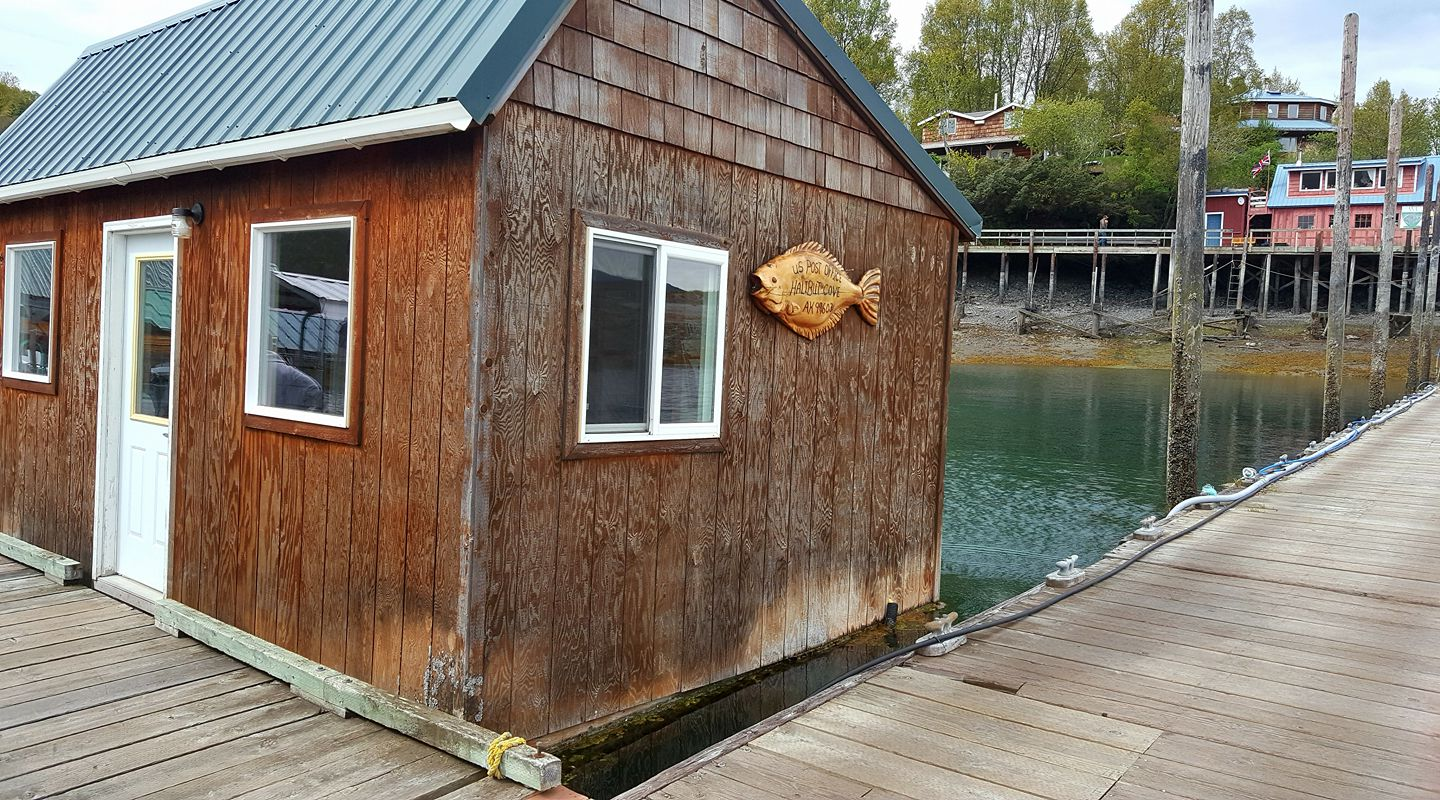
Плавуче поштове відділення у Галібат, Аляска

### Типи поштових установ
Сервісне обслуговування та обробка пошти забезпечується поштовими установами різних типів:
- Main post office (колишня назва general post office) — головпоштамти, які є поширеними у міських громадах.
- Post office station — найпоширеніший тип поштового відділення у міських громадах.
- Post office branch — тип поштового відділення поза межами громад.
- Classified unit — відділення, що розміщуються у публічних державних та комерційних установах.
- Contract postal unit (скор. CPU) — поштові відділення на правах франшизи, які обслуговують партнери-підрядники.
- Community post office (скор. CPO) — поштові відділення у невеликих громадах при органах місцевого самоврядування.
- Finance unit — відділення, які надають банківські послуги, але не займаються відправкою-доставкою відправлень.
- Village post office (VPO) — поштові відділення у сільських громадах при органах місцевого самоврядування та комерційних закладах[8].
- Processing and distribution center (P&DC, раніше General Mail Facility) — логістичний центр обробки магістральних вантажів (251 по всій країні)[9].
- Sectional center facility (SCF) — центр обробки регіональної пошти (у межах певного поштового округу).
- International service center (ISC) — центр обробки міжнародної пошти (Чикаго, Нью-Йорк, Маямі, Лос-Анджелес та Сан-Франциско)[10].
- Network distribution center — логістичний центр обробки масових розсилок поштових відправлень (інтернет-магазини, рекламні кампанії).
- Auxiliary sorting facility (ASF) — автоматизований центр сортування кореспонденції.
- Remote encoding center (REC) — центр обробки та відновлення проблемних відправлень. Загальна кількість центрів зменшилася з 55 у 1998 році до лише 1-го у грудні 2016 року (єдиний у Солт-Лейк-Сіті, Юта)[11].

### Поштові відділення
Існує близько 36 000 поштових відділень, станцій та філій Поштової служби США. Крім надсилання та отримання листів та посилок, відділення USPS пропонують до продажу марки, листівки, канцелярське приладдя та фотографії на паспорт США. Починаючи з квітня 2020 року, необхідно вимагати бронювання на паспортні послуги в USPS.

### Автоматизовані поштові центри
У 2004 році USPS розпочала розгортання мережі автоматизованих поштових центрів (англ. Automated Postal Centers). Центри подібні до поштоматів, однак мають значно ширшу функціональність. З моменту свого введення APC не приймають готівкові платежі, а лише кредитні або дебетові картки. Також у багатьох поштових відділеннях доступні автомати для придбання марок. Через збільшення попиту на інтернет-послуги станом на червень 2009 року автоматизовані центри особливо великий попит мають у нічний час та державні вихідні дні, коли всі інші відділення не працюють.

### Залізничні та авіаперевезення
USPS не володіє та не експлуатує власного авіа- та залізничного парку. Вантажі компанії перевозяться авіакомпаніями, з якими вона має контрактні угоди. Партнерів компанія періодично змінює. З USPS працювали: «United Parcel Service», «Emery Worldwide», «Ryan International Airlines», «FedEx Express», «American Airlines», «United Airlines» та «Express One International». До 2004 року залізничним транспортом здійснювалося перевезення пошти між Чикаго та Міннеаполіс-Сент-Пол.

## Діяльність

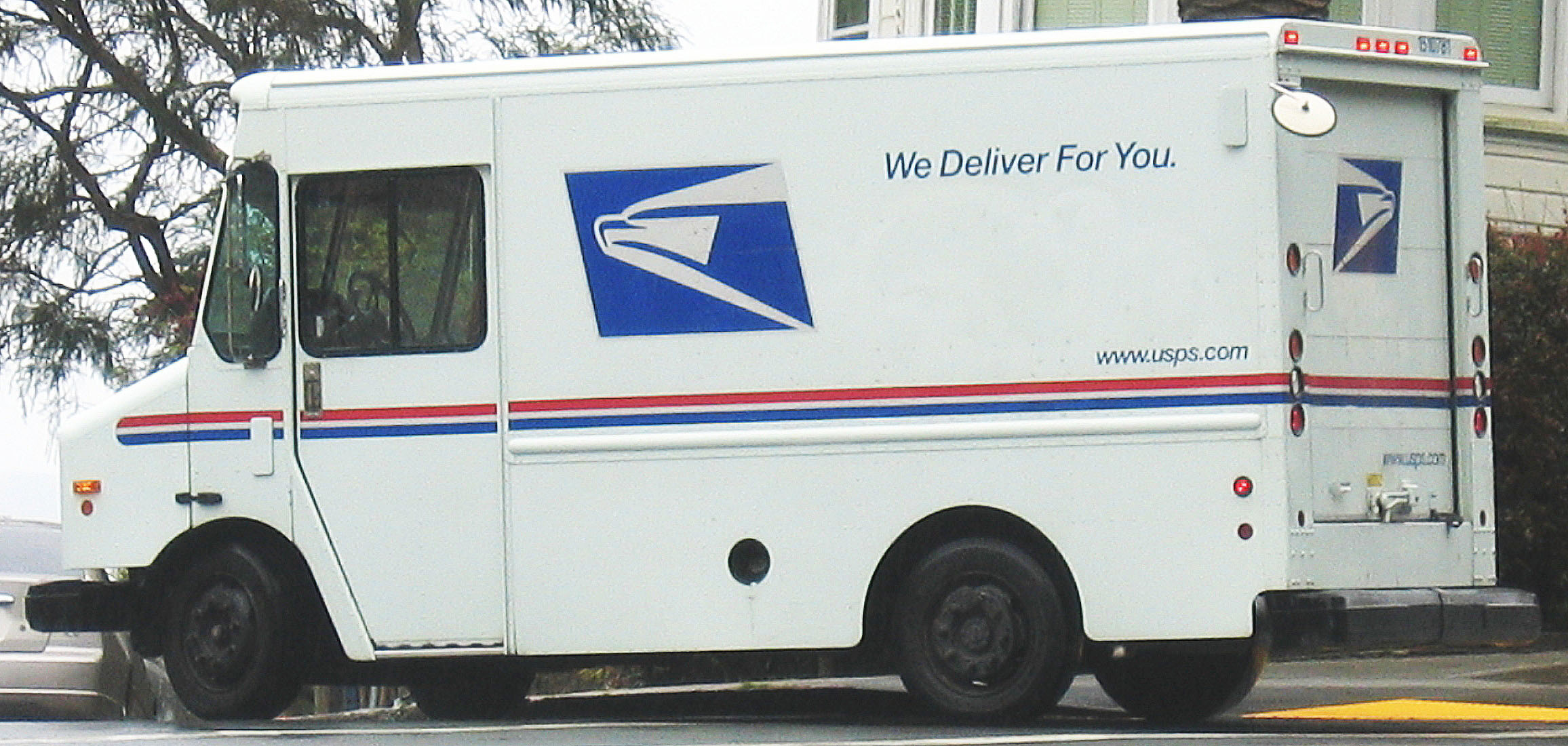
Кур'єрський фургон

За урядовим звітом 2006 року щодня USPS доставляла близько 660 млн відправлень до 142 млн пунктів доставки. Станом на 2017 рік компанія оперує 30 825 поштових відділень і пунктів у США та щороку доставляє 149,5 млрд одиниць відправлень.
USPS експлуатує один з найбільших парків цивільних транспортних засобів у світі — за оцінками, 227 896 автомобілів.
За площею обслуговування та обсягами перевезень компанія є найбільшим поштовим оператором у світі і доставляє 47% світової пошти.

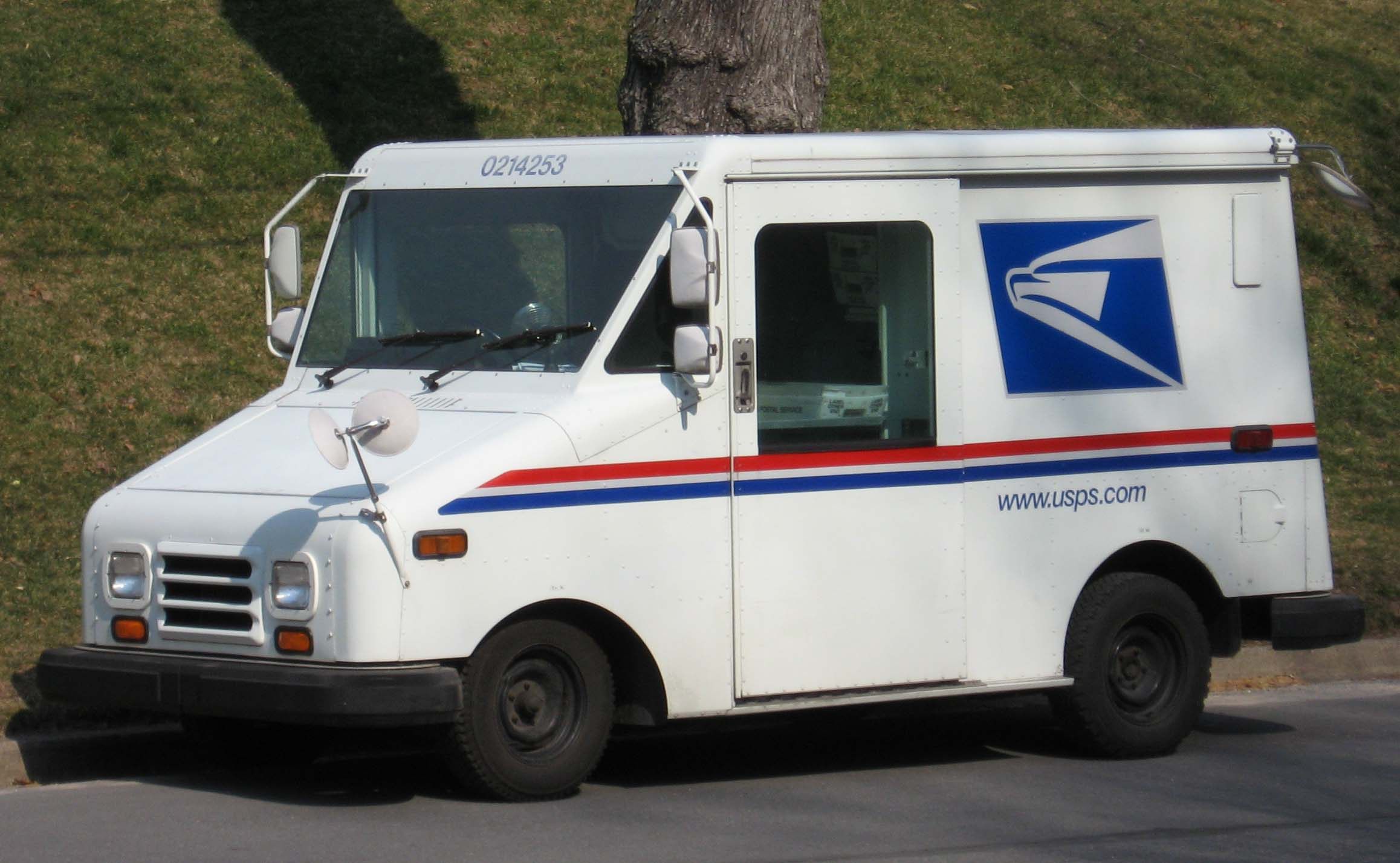
Grumman LLV — найпоширеніший кур'єрський автомобіль у парку компанії

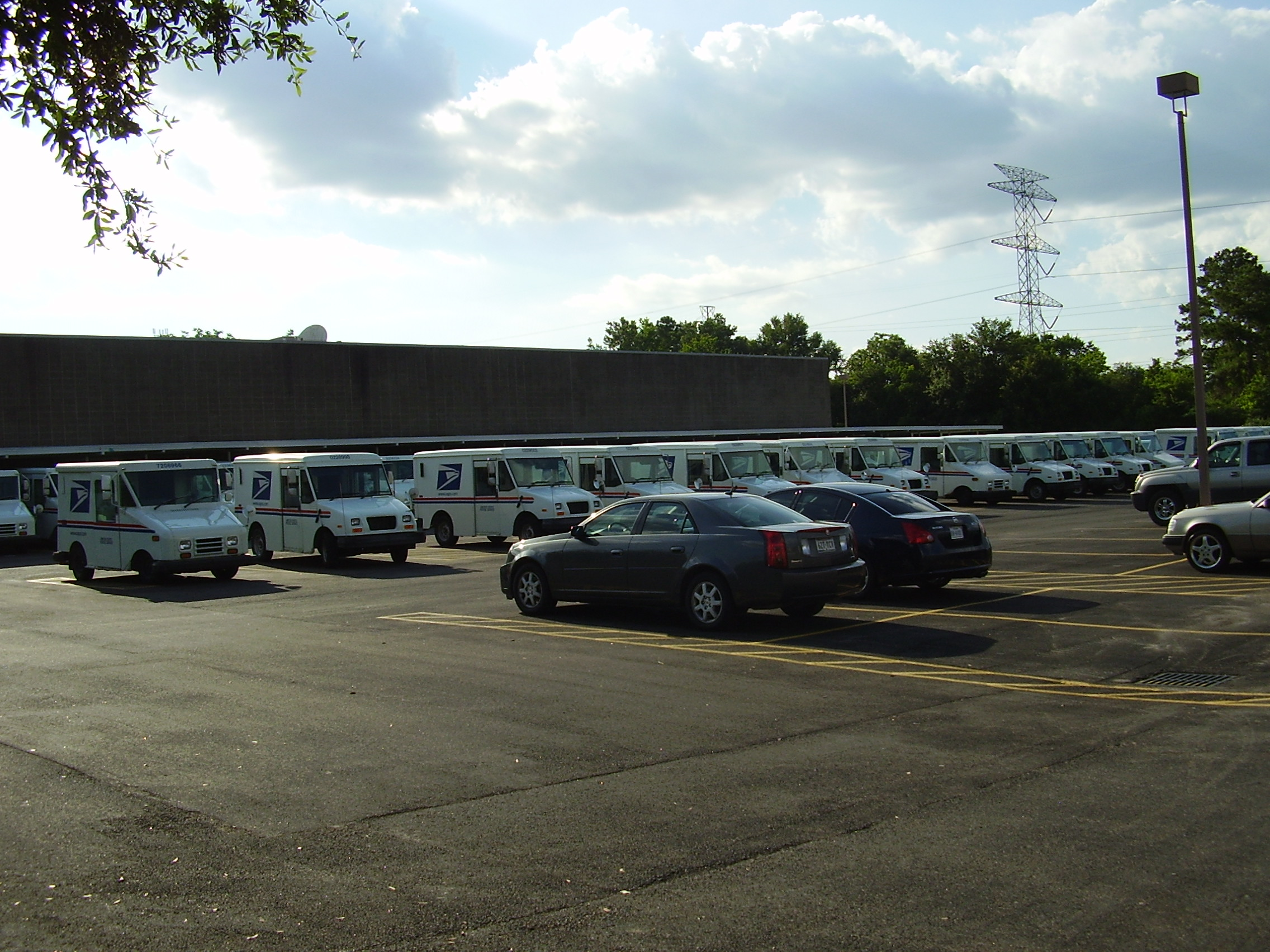
Паркінг службових автомобілів у Х'юстоні, Техас

Об'єм пального, спожитого транспортним парком компанії у 2009 році, становила 444 млн галонів вартістю 1,1 млрд доларів. Всі підрядники використовують особистий транспорт. Стандартні поштові транспортні засоби не мають номерних знаків, а ідентифікуються семизначним номером, що відображається попереду та позаду.
Міністерство оборони США та USPS спільно експлуатують поштову систему для доставки пошти для військових.
У лютому 2013 року USPS оголосила, що по суботах доставлятиме лише поштпакети, ліки для замовлення поштою, відправлення типів «Priority Mail» та «Express Mail», починаючи з 10 серпня 2013 року. Однак ця зміна була скасована федеральним Законом про зведене та подальше продовження асигнувань. Доставка відправлень у неділю здійснюється лише для «Amazon». Протягом чотирьох тижнів перед Різдвом, починаючи з 2013 року, відправлення всіх типів доставляються у неділю в окремих регіонах.
Відправлення доставляються у святкові дні, за винятком Дня Подяки та Різдва.
Період між Днем подяки та Різдвом є найбільш завантаженим. За цей період 2018 року компанія доставила 900 млн відправлень.
У травні 2019 року USPS оголосила, що запустить безпілотну вантажівку для перевезення пошти по США. 18-колісні автомобілі були розроблені стартап - компанією «TuSimple».

### Пандемія коронавірусу та голосування поштою
Голосування поштою стає все більш поширеною практикою в Сполучених Штатах: 25% виборців по всій країні надіслали свої бюлетені поштою у 2016 і 2018 роках. Передбачалося, що пандемія коронавірусу 2020 року призведе до значного збільшення голосування поштою через можливу небезпеку скупчення на виборчих дільницях. Н
а виборах 2020 року аналіз штатів показав, що 76% американців мали право голосувати поштою у 2020 році, що є рекордною кількістю. Аналіз прогнозує, що 80 мільйонів бюлетенів можуть бути віддані поштою у 2020 році – це більш ніж удвічі більше, ніж у 2016 році.

## Пам'ять
До 200-річчя американської поштової служби 3 вересня 1975 був виданий квартблок з 10-центових марок, на якому були представлені різні засоби доставки пошти.